# Đường cao tốc Phan Thiết – Dầu Giây
Đường cao tốc Phan Thiết – Dầu Giây (ký hiệu toàn tuyến là CT.01) là một đoạn đường cao tốc thuộc hệ thống đường cao tốc Bắc – Nam phía Đông qua địa phận 2 tỉnh Lâm Đồng và Đồng Nai.

## Vị trí
Đường cao tốc có chiều dài 99 km, trong đó đoạn đi qua Bình Thuận dài 47,5 km và đoạn đi qua Đồng Nai dài 51,5 km, có điểm đầu tại Hàm Kiệm, huyện Hàm Thuận Nam, tỉnh Bình Thuận, kết nối với đường cao tốc Vĩnh Hảo – Phan Thiết; điểm cuối tại xã Lộ 25, huyện Thống Nhất, tỉnh Đồng Nai, nối tiếp với đường cao tốc Thành phố Hồ Chí Minh – Long Thành – Dầu Giây.

## Thiết kế
Tuyến cao tốc Phan Thiết – Dầu Giây có quy mô giai đoạn hoàn chỉnh là cao tốc có 6 làn xe và 2 làn dừng khẩn cấp, vận tốc thiết kế 120 km/h. Trong giai đoạn đầu, dự án sẽ xây dựng 4 làn xe và 2 làn dừng khẩn cấp có chiều rộng từ 25–27m, tốc độ 120 km/h. Tổng mức đầu tư giai đoạn 1 của dự án hơn 18.100 tỷ đồng, trong đó chi phí xây dựng khoảng 11.000 tỷ đồng. Hệ thống công trình cầu gồm 68 cầu, với 18 cầu trên đường cao tốc, 40 cầu vượt trực thông với đường cao tốc, 10 cầu trong nút giao liên thông.

## Xây dựng
Đường cao tốc chính thức khởi công vào tháng 9 năm 2020 và thông xe kỹ thuật vào ngày 29 tháng 4 năm 2023 cùng với đường cao tốc Mai Sơn – Quốc lộ 45. Đến ngày 7 tháng 7 năm 2023 thì thông xe toàn bộ 4 nút giao còn lại. Đường cao tốc này đã giúp rút ngắn thời gian di chuyển từ Thành phố Hồ Chí Minh đến các tỉnh vùng duyên hải Nam Trung Bộ, cũng như giải quyết tình trạng quá tải cho Quốc lộ 1.

## Chi tiết tuyến đường

Bảng thông tin tốc độ cao tốc

### Làn xe
- 4 làn xe và 2 làn dừng khẩn cấp

### Chiều dài
- Toàn tuyến: 99 km

### Tốc độ giới hạn
- Tối đa: 120 km/h, Tối thiểu: 60 km/h

### Trạm dừng nghỉ
Trạm dừng nghỉ của tuyến cao tốc Phan Thiết - Dầu Giây nằm ở vị trí Km47+500, giáp ranh giữa xã Xuân Hòa, H.Xuân Lộc (Đồng Nai) và xã Tân Đức, H.Hàm Tân (Bình Thuận) với diện tích tổng thể mặt bằng khoảng 100.000 m2 (trạm bên phải 50.000 m2 và trạm bên trái 50.000 m2).
Theo chủ đầu tư, trạm dừng nghỉ tạm Km47+500 hiện đang hoàn thiện những công đoạn cuối cùng như thảm nhựa, lắp hệ thống chiếu sáng, dọn dẹp khu nhà vệ sinh và bố trí quầy dịch vụ ăn uống nhanh để sẵn sàng phục vụ người dân kể từ ngày 20/1.

## Lộ trình chi tiết
- IC - Nút giao, JCT - Điểm lên xuống, SA - Khu vực dịch vụ (Trạm dừng nghỉ), TN - Hầm đường bộ, TG - Trạm thu phí, BR - Cầu
- Đơn vị đo khoảng cách là km.
- Lý trình và số nút giao theo  Đường cao tốc Bắc – Nam phía Đông được in nghiêng dưới tuyến

| Số                                                                                | Tên                                                       | Khoảng cách từ đầu tuyến                                  | Kết nối                                                     | Ghi chú                                                                        | Vị trí                                                    | Vị trí                                                    |
| Kết nối trực tiếp với Đường cao tốc Vĩnh Hảo – Phan Thiết                         | Kết nối trực tiếp với Đường cao tốc Vĩnh Hảo – Phan Thiết | Kết nối trực tiếp với Đường cao tốc Vĩnh Hảo – Phan Thiết | Kết nối trực tiếp với Đường cao tốc Vĩnh Hảo – Phan Thiết   | Kết nối trực tiếp với Đường cao tốc Vĩnh Hảo – Phan Thiết                      | Kết nối trực tiếp với Đường cao tốc Vĩnh Hảo – Phan Thiết | Kết nối trực tiếp với Đường cao tốc Vĩnh Hảo – Phan Thiết |
| --------------------------------------------------------------------------------- | --------------------------------------------------------- | --------------------------------------------------------- | ----------------------------------------------------------- | ------------------------------------------------------------------------------ | --------------------------------------------------------- | --------------------------------------------------------- |
| 1 (120)                                                                           | IC Ba Bàu (Phan Thiết, Hàm Kiệm)                          | 0.0 (1659.4)                                              | Đường Hàm Kiệm – Mỹ Thạnh                                   | Đầu tuyến đường cao tốc                                                        | Lâm Đồng                                                  | Hàm Kiệm                                                  |
| BR                                                                                | Cầu Sông Phan                                             | ↓                                                         |                                                             | Vượt sông Phan                                                                 | Lâm Đồng                                                  | Tân Lập                                                   |
| 2 (121)                                                                           | IC Quốc lộ 55                                             | 27.2 (1686.6)                                             | Quốc lộ 55                                                  |                                                                                | Lâm Đồng                                                  | Tân Lập                                                   |
| 3 (122)                                                                           | IC Đường tỉnh 720                                         | 38.1 (1697.5)                                             | Đường tỉnh 720                                              |                                                                                | Lâm Đồng                                                  | Tân Minh                                                  |
| BR                                                                                | Cầu Sông Dinh                                             | ↓                                                         |                                                             | Vượt sông Dinh                                                                 | Lâm Đồng                                                  | Tân Minh                                                  |
| SA                                                                                | Trạm dừng nghỉ                                            | 47.5 (1706.9)                                             |                                                             | Hướng Bắc - Nam Chưa thi công                                                  | Ranh giới Lâm Đồng – Đồng Nai                             | Ranh giới Lâm Đồng – Đồng Nai                             |
| -                                                                                 | IC Xuân Hòa                                               | 49.7 (1709.1)                                             | Đường huyện 630                                             | Được đề xuất                                                                   | Đồng Nai                                                  | Xuân Hòa                                                  |
| 4 (123)                                                                           | IC Quốc lộ 1                                              | 63.0 (1722.4)                                             | Quốc lộ 1                                                   |                                                                                | Đồng Nai                                                  | Xuân Hòa                                                  |
| BR                                                                                |                                                           | ↓                                                         |                                                             | Vượt hồ Gia Măng                                                               | Đồng Nai                                                  | Ranh giới Xuân Hòa – Xuân Lộc                             |
| 5 (124)                                                                           | IC Đường tỉnh 765                                         | 69.4 (1728.8)                                             | Đường tỉnh 765                                              |                                                                                | Đồng Nai                                                  | Xuân Định                                                 |
| BR                                                                                | Cầu Sông Ba                                               | ↓                                                         |                                                             | Vượt sông Ray                                                                  | Đồng Nai                                                  | Xuân Định                                                 |
| 6 (125)                                                                           | IC Quốc lộ 56                                             | 84.5 (1743.9)                                             | Quốc lộ 56                                                  |                                                                                | Đồng Nai                                                  | Ranh giới Hàng Gòn – Cẩm Mỹ                               |
| -                                                                                 | IC Xuân Quế                                               | 94.0 (1753.4)                                             | Đường tỉnh 770B                                             | Được đề xuất                                                                   | Đồng Nai                                                  | Xuân Quế                                                  |
| TG                                                                                | Trạm thu phí                                              | 94.5 (1753.9)                                             |                                                             | Chỉ thu phí ra vào đường cao tốc Thành phố Hồ Chí Minh – Long Thành – Dầu Giây | Đồng Nai                                                  | Xuân Quế                                                  |
| 7 (126)                                                                           | IC Cẩm Mỹ                                                 | 99.0 (1758.4)                                             | Đường cao tốc Thành phố Hồ Chí Minh – Long Thành – Dầu Giây |                                                                                | Đồng Nai                                                  | Dầu Giây                                                  |
| Kết nối trực tiếp với Đường cao tốc Thành phố Hồ Chí Minh – Long Thành – Dầu Giây |                                                           |                                                           |                                                             |                                                                                |                                                           |                                                           |
| 1.000 mi = 1.609 km; 1.000 km = 0.621 mi                                          |                                                           |                                                           |                                                             |                                                                                |                                                           |                                                           |

## Sự cố kỹ thuật
Khoảng 2h sáng ngày 29 tháng 7 năm 2023, tuyến cao tốc Phan Thiết – Dầu Giây đã bị ngập do nước ở ven đường không có lối thoát tràn vào tại đoạn qua xã Sông Phan, huyện Hàm Tân, tỉnh Bình Thuận, cách nút giao với Quốc lộ 55 khoảng 2 km. Đoạn ngập dài khoảng 100 m, sâu nhất gần một mét. Vụ ngập khiến đoạn đường bị ùn tắc hơn 1 km. Nguyên nhân được xác định là do mưa lớn từ địa hình cao đổ về lòng chảo nơi cao tốc băng qua, song khu vực chỉ có cống rộng 2,5 m nên nước không kịp thoát và gây ngập.